# マリンブルーくじらなみ号
マリンブルーくじらなみ号（マリンブルーくじらなみごう）は、かつて東日本旅客鉄道（JR東日本）が7月下旬から8月上旬に高崎線・上越線・信越本線で運行していた臨時快速列車である。

## 概要

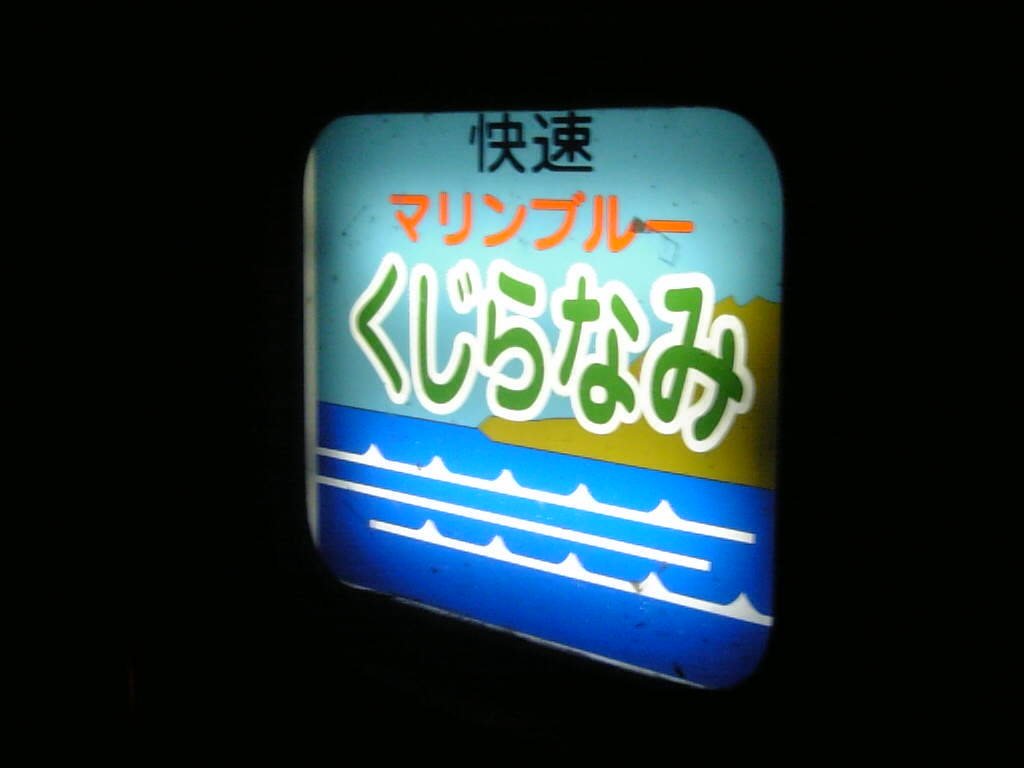
「マリンブルーくじらなみ号」ヘッドマーク（183系）

埼玉県北部より上越国境を超えて日本海側の新潟県の海水浴場へ向かう海水浴客向けの列車で、自由席と指定席の両方を連結している。いずれも普通車のみであった。
2007年は新潟県中越沖地震が発生、運転区間に含まれる青海川駅が土砂崩れにより構内の一部が土砂に埋まったり、架線が切断されたりといった被害を受け、信越本線の一部区間が運転見合わせとなったため、本列車も運転されなかった。
2011年は東日本大震災の発生に伴う電力不足の影響で本列車の運行が中止された。2012年シーズンは電力事情は改善しているものの設定されず、それ以降も全く運転されていない。
なお、本列車に使用されていた大宮の189系は老朽化によって平成25年に引退した。

## 運行概況
2009年7月時点では7月18日 - 7月20日と7月25日 - 8月9日の毎土・日曜日に熊谷駅 - 柿崎駅間を1往復運行していたが、かつては夏休みに入ってから8月10日頃までのほぼ毎日運転された。
2004年（平成16年）の運転時から列車本数及び運転日数が大幅に削減された。それ以前は両毛線の桐生駅を起点とする列車と合わせて2往復運転で、熊谷便については直江津駅まで運行区間が延長されることもあった。

### 停車駅
最終運行となった2010年の停車駅を示す。
- 熊谷駅 - 深谷駅 - 本庄駅 - 新町駅 - 高崎駅 - 新前橋駅 - 渋川駅 - 沼田駅 - 後閑駅 - 水上駅 - 土合駅 - 越後湯沢駅  - 浦佐駅 - 塚山駅 - 柏崎駅 - 鯨波駅 - 青海川駅 - 笠島駅 - 米山駅 - 柿崎駅
  - 宮内駅で折り返すが、運転停車のため客扱いは行わなかった。

## 使用車両
2002年シーズンまでは165系が、2003年シーズン以降は大宮総合車両センター所属の183系1000番台が使用されていた。
「青海川」時代には185系200番台が運用されたこともあった。

## 歴史
この列車の歴史は40年以上前の1968年（昭和43年）8月に、高崎駅 - 笠島駅間で運行した臨時普通列車の「くじらなみ」まで遡れる。その後、種別は1981年（昭和56年）以降に快速で固定化されるまで、普通と快速で変更を繰り返した。また、起点となる駅は高崎駅から熊谷駅や籠原駅・宮原駅へと、終点となる駅も笠島駅から米山駅・潟町駅・犀潟駅・直江津駅などへと年毎に変更された。1974年（昭和49年）には2往復体制となり、国鉄分割民営化後の1988年（昭和63年）は信越線から、1989年（平成元年）からは両毛線からの直通列車も運転されるようになった。
- 1968年（昭和43年） 高崎 - 笠島間で普通「くじらなみ」運行開始
- 1969年（昭和44年） 快速列車化
- 1970年（昭和45年） 熊谷始発に変更して普通列車化
- 1971年（昭和46年） 行き先を米山駅に変更
- 1972年（昭和47年） 宮原始発に変更
- 1974年（昭和49年） 宮原駅・高崎駅 - 米山駅間の2往復体制となり、快速化
- 1975年（昭和50年） 1往復を高崎始発から籠原始発に変更
- 1977年（昭和52年） 籠原始発の列車の行き先を柿崎駅にする
- 1978年（昭和53年） 熊谷駅 - 米山駅、高崎駅 - 柿崎駅間運行とする
- 1979年（昭和54年） 籠原始発の列車の終点を潟町駅とし、2往復とも普通化
- 1981年（昭和56年） 快速化
- 1982年（昭和57年） 2往復とも、熊谷駅 - 潟町駅間運行とする
- 1983年（昭和58年） 運転区間を、熊谷駅 - 柿崎駅、高崎駅 - 潟町駅間に変更
- 1984年（昭和59年） 熊谷始発の列車を米山行きの運転とする
- 1988年（昭和63年） 運転区間を横川駅 - 潟町駅、熊谷駅 - 米山駅間とする
- 1989年（平成元年） 運転区間を桐生駅 - 米山駅、熊谷駅 - 潟町駅間とする
- 1990年（平成2年） 熊谷始発の列車の行き先を柿崎駅に変更
- 1991年（平成3年） 熊谷始発の列車の行き先を犀潟駅に変更
- 1992年（平成4年） 桐生始発の列車の行き先を柿崎駅に変更
- 1993年（平成5年） 愛称を「'青海川’」とする
- 1997年（平成9年） 愛称を「マリンブルーくじらなみ号」とし、熊谷駅・桐生駅 - 柿崎駅間運行とする
- 1999年（平成11年） 熊谷始発の列車の行き先を直江津駅とする
- 2000年（平成12年） 2往復とも柿崎行きに戻す
- 2001年（平成13年） 熊谷駅始発の列車の行き先を再び直江津駅とする
- 2003年（平成15年） 車両を165系から183系に変更
- 2004年（平成16年） 熊谷駅 - 柿崎駅間1往復の運行とする
- 2007年（平成19年） 新潟県中越沖地震による信越本線青海川駅構内での土砂崩れの影響で運休
- 2011年（平成23年） 東日本大震災による電力不足による影響で運休
- 2012年（平成24年）以降 運行計画自体立てられなくなり、運行停止